# Graceful World
『Graceful World』（グレースフル・ワールド）は、Every Little Thingの18枚目のシングル。2001年2月21日にavex traxから発売された。

## 解説
前作『fragile/JIRENMA』から約1か月半でのリリース。
ジャケットでは持田のバックで伊藤がぼやけて写っているが、これはかすかに伊藤だとわかるように、という狙いがある。また、伊藤が歩くスピード、風、持田の表情の3つが上手く合わないと写真が綺麗に撮れないため、苦労したという。
PVは『fragile/JIRENMA』の続編となっている。PVはビデオシングル『fragile〜Graceful World』やビデオクリップ集『BEST CLIPS』に収録されている。なお、ビデオクリップ集『THE VIDEO COMPILATION』シリーズには収録されていない。
本作では「Every Little Thing」の表記が「EVERY LITTLE THING」となっており、以後はアルバム、シングル含め、異なる表記がなされた作品もいくつか発表するようになる。
本作のB面曲は存在しない。

## 収録曲
1. Graceful World
（作詞：持田香織 / 作曲：大谷靖夫 / 編曲：伊藤一朗、桑島幻矢、大谷靖夫）
TBS系列ドラマ『ビッグウイング』主題歌
2. Graceful World (2 Fat GTR Mix)
リミックス：渥美尚樹
3. Graceful World (AMAZING MIX)
リミックス：高浪敬太郎
4. Graceful World (Instrumental)

## 楽曲の収録アルバム
Graceful World
- 『4 FORCE』
- 『Every Best Single 2』
- 『Every Best Single 〜COMPLETE〜』
- 『Every Cheering Songs』
- 『Every Best Single 2 〜MORE COMPLETE〜』
- 『Every Best Single 2 〜middLe period〜』

| 前奏・1Aメロ | 前奏・1Aメロ  | → | 1Bメロ・1サビ・間奏1 | 1Bメロ・1サビ・間奏1 | → | 2Aメロ | 2Aメロ        | → | 2Bメロ・2サビ | 2Bメロ・2サビ | → | 間奏2 | 間奏2         | → | 3サビ・後奏 | 3サビ・後奏   |
|              | 変ニ長調 (D♭) | → |                      | 変ホ長調 (E♭)        | → |        | 変ニ長調 (D♭) | → |               | 変ホ長調 (E♭) | → |       | 変ニ長調 (D♭) | → |             | 変ホ長調 (E♭) |